# Madame Underground Club
Madame Underground Club, antigamente conhecido por Madame Satã Night Club, é um clube de música instalado na região conhecida como Bixiga no distrito ítalo-brasileiro de Bela Vista, região central do município de São Paulo, Brasil.
A casa fechou suas portas em 2009, quando era administrada por José Maurício Penteado, mas em outubro de 2011 foi anunciada a sua volta que ocorreu em 29 de fevereiro de 2012.

## História

### Nome
O nome "Madame Satã" foi inspirado em João Francisco dos Santos, também conhecido como Madame Satã. João Francisco era uma transformista brasileira que se tornou uma figura emblemática e um dos personagens mais representativos da vida noturna e marginal da Lapa carioca durante a primeira metade do século XX. Após encerrar sua primeira fase em 1993, a casa passou a ser chamada por outros nomes, como The The e Morcegóvia, até retomar oficialmente o nome de Madame Satã no final dos anos 1990.  

### Auge
Na década de 1980 a casa teve seu auge, aproveitando quando a new wave começou a fazer sucesso no Brasil. Ficou conhecido principalmente pela "salada cultural". Ao mesmo tempo em que funcionava majoritariamente como discoteca, também acolhia manifestações artísticas/culturais de todos os tipos.
A convivência pacífica entre pessoas de postura, classe social, etnia e ideologias diferentes presentes em um mesmo lugar era comum, o que fugia à regra dos demais pontos de encontro da época; artistas, escritores, estudantes, homossexuais assumidos, intelectuais, jornalistas, poetas, punks, góticos, socialites, transformistas, entre outros, faziam a clientela da casa.
Recebeu alguns dos primeiros shows de bandas da cidade como o RPM, Titãs, Ira!, Legião Urbana, Zero, entre outras. Além de ter sido um ponto de encontro de personalidades importantes da música e arte em geral, como Cazuza, Claudia Wonder, Grace Gianoukas, João Gordo, Kid Vinil, Marisa Orth, Rita Lee, Sandra Coutinho, Vange Leonel, entre outros.

### A volta
Em outubro de 2011, os novos proprietários do Madame Satã, o DJ Gé Rodrigues e o empresário Igor Calmona, anunciaram oficialmente a volta da casa noturna em fevereiro de 2012. A casa reabriu oficialmente em 29 de fevereiro de 2012, agora chamada apenas Madame.

### Atualmente
Na atual gestão, o Madame Club foi oficialmente reconhecido como patrimônio histórico pela cidade de São Paulo. O espaço passou por uma expansão, incorporando uma área de entretenimento que inclui uma hamburgueria, um espaço para shows com capacidade para 350 pessoas.

### Relevância na cena underground da Cidade de São Paulo
Nos últimos anos, o Madame Underground Club tem se destacado como o principal local para eventos dedicados à música gótica, pós-punk, dark wave e EBM no Brasil. Por meio de parcerias com produtoras independentes, a casa tem sediado shows com renomados artistas internacionais, como A Split Second, Douglas McCarthy (Nitzer Ebb), Hocico, Dirk Ivens (Absolute Body Control/Klinik/Dive) e Gin Devo (Vomito Negro). Além disso, a gravadora e produtora Wave Records, responsável pela curadoria do Wave Festival, liderado pelo pioneiro da cena eletro-wave/gótica no Brasil, Alex Twin, tem desempenhado um papel fundamental nesse contexto. Apresentando notáveis artistas do cenário darkwave mundial, como Selofan, Hante, Minuit Machine, Zanias (Linea Aspera), QUAL (Projeto solo de William Maybelline), bem como nomes clássicos, incluindo Kas Product, Pink Turns Blue, Mecano, e Opera Multi Steel.
Além das atrações internacionais, o Madame Underground Club e a produtora Post Punk Brasil, com curadoria do DJ e "agitador cultural", Felipe Zauber, têm proporcionado momentos nostálgicos e encontro de gerações, revivendo a cena musical dos anos 80. Por meio de shows realizados pela casa, bandas icônicas como Varsóvia, Finis Africae e o líder da banda Zero, Guilherme Isnard, voltaram a se apresentar no histórico casarão após muitos anos, ao lado de nomes atuais do cenário musical underground brasileiro, como Anum Preto, Escarlatina Obsessiva, Flor Concreta, Jenni Sex e Tempos de Morte.

## Principais artistas a se apresentarem no Madame Satã

### Shows musicais
- RPM
- Titãs
- Ira!
- Fellini
- Akira S e As Garotas Que Erraram
- Azul 29
- Nau (com Vange Leonel)
- Inocentes
- Velhas Virgens[5]
- Violeta de Outono
- Zero
- Legião Urbana
- Capital Inicial
- Voluntários da Pátria
- Arrigo Barnabé

### Outras artes
- Gerald Thomas
- Carla Camurati
- Chico Botelho

## Principais artistas a se apresentarem no Madame após sua reabertura

### Shows musicais
- As Mercenárias (1º/03/2012)
- Cida Moreira (03/03/2012)
- Plastique Noir (06/04/2012)
- Inocentes (12/04/2012)
- Edgard Scandurra (03/05/2012)
- Covenant (22/09/2012)
- Clemente (15/11/2014)
- Violeta de Outono (07/03/2015)
- Clan of Xymox (30/03/2016)
- Fausto Fawcett (07/07/2022)
- Opera Multi Steel (18, 19/02/2023)
- Supla (01/04/2023)
- Alice Glass (08/11/2023)
- Zero (03/02/2024)

### Outras artes
- Zé do Caixão (03/11/2012)
- Toninho do Diabo (19/09/2014)